# Marz (rapper)
Zlatko Hukic (Chicago, Illinois), mais conhecido pelo seu nome artístico Marz é um rapper norte-americano. Marz nasceu na Croácia, mas cresceu em Chicago, Illinois e começou na música trabalhando como técnico em um estúdio de gravação Chicago no Chicago Trax, onde trabalhou por vários anos.

## Discografia

### Álbuns de estúdio
- 2004 – TGZ Nation: The Mixtape
- 2007 – Marz Presents Grind Music The Movement
- 2007 – Grind Music 2.0
- 2008 – Marz Presents 99 Riches feat The Block Ceos
- 2010 – Marz Presents Billion Dollar Ballers
- 2012 – John Marz Brown – Revelations

### LPs
- 2000 – Lung Fu Mo She LP
- 2003 – Gorilla Pimpin LP
- 2005 – Against All Odds LP